# Бранислав Вишт
Бранислав Вишт (Сомбор, 1952 — Добој, 3. април 2013) био је академски сликар и педагошки радник. Један је од доајена и најзаслужнијих умјетника за развој сликарске умјетности на подручју добојске регије и Републике Српске. Био је познат и као Бане или Бане Добојски.

## Биографија
Бранислав Бане Вишт је рођен у Сомбору. Дјетињство проводи у Добоју. Већ тада показује изразиту склоност ка ликовној умјетности. Академију ликовних умјетности у Сарајеву завршава 1977. године. По завршетку академију започиње плодан стваралачки рад, а своја дјела представља јавности у Добоју, Сарајеву, Сомбору, Дубровнику, Врању и у иностранству. Био је учесник на студијским путовањима у Белгију, Француску, Холандију, Италију, Пољску, Мађарску и Енглеску.Био је дугогодишњи педагошки радник, предавао је ликовну умјетност и културу у свих шест добојских средњих школа пуне три деценије. 
Посљедњих година свог живота обављао је дужност савјетника градоначелника Добоја за културу и образовање.  

## Стваралаштво
Био је ученик академског вајара Драге Хандановића. По ријечима свог учитеља, Вишт је најзаслужнији умјетник за развој сликарске умјетности на подручју добојске регије, гдје је излагао пуних 36 година. 
Прва Виштова изложба представљена је јавности 1970. године у сали Радничког универзитета у Добоју. Посебно је познат његов опус под називом "Црно-бијели свијет у боји", који је био постављен на свим већим изложбама у земљама бивше Југославије. 
Дуги низ година мотив Виштових слика је био духовни доживљај умјетника према природи и људској души.
Израдио је свој аутентични правац. Историчари умјетности одрежују Вишта као хиперреалисту који се бавио асоцијативном апстракцијом. Вишт је један од оснивача Ликовне колоније "Озрен" у Какмужу. 
Учествовао је на бројним колективним изложбама и колонијама. Бавио се сликарством, графиком, графичким дизајном, иконописом, сценографијом и илустрацијом књига. Радио је акрилик техником и уљем на платну, уз цртеже у туш перу.

## Признање
У Добоју се дуги низ година одржава ликовно саборовање у част Банета Добојског у организацији његовог пријатеља Јовице Бркића. 
Прво ликовно саборовање у част прослављеног добојског сликара је одржано 2017. године да би се очувало сјећање на лик и дјело умјетника. Сваке године саборовању присуствују и најужи чланови његове породице. Манифестација траје два дана. Организује се уз помоћ Туристичке организације Града Добоја, те ресторана "Грација" у Добоју, гдје се одржава ликовно саборовање.
У част умјетника у улици Видовданској у Добоју, у башти ресторана Грација, недалеко од Музеја Добоја и Народне библиотеке, Музичке школе и Гимназије, постављен је мурал чији је аутор добојски умјетник Дени Божић.